# Кіождень (комуна)
Кіождень, Кіождені (рум. Chiojdeni) — комуна у повіті Вранча в Румунії. До складу комуни входять такі села (дані про населення за 2002 рік):
- Кетеуць (382 особи)
- Кіождень (180 осіб) — адміністративний центр комуни
- Ложніца (103 особи)
- Лунчиле (932 особи)
- Меречинь (142 особи)
- Подуріле (325 осіб)
- Сечу (101 особа)
- Тулбуря (274 особи)

Комуна розташована на відстані 138 км на північний схід від Бухареста, 29 км на південний захід від Фокшан, 92 км на захід від Галаца, 98 км на схід від Брашова.

## Населення
За даними перепису населення 2002 року у комуні проживали 2439 осіб, усі — румуни. Усі жителі комуни рідною мовою назвали румунську.
Склад населення комуни за віросповіданням:
| Релігія       | Кількість осіб | Відсоток |
| ------------- | -------------- | -------- |
| православні   | 2435           | 99,8%    |
| п'ятдесятники | 2              | 0,1%     |
| адвентисти    | 2              | 0,1%     |